# NGC 1167
NGC 1167 је лентикуларна галаксија у сазвежђу Персеј која се налази на NGC листи објеката дубоког неба.
Деклинација објекта је + 35° 12' 21" а ректасцензија 3h 1m 42,3s. Привидна величина (магнитуда) објекта NGC 1167 износи 12,4 а фотографска магнитуда 13,4. NGC 1167 је још познат и под ознакама UGC 2487, MCG 6-7-33, CGCG 524-45, PGC 11425.